# Saint-Martin-Rivière
Saint-Martin-Rivière è un comune francese di 121 abitanti situato nel dipartimento dell'Aisne della regione dell'Alta Francia.
Il territorio comunale è bagnato dal fiume Selle.

## Società

### Evoluzione demografica
Abitanti censiti